# Libelloides jungei
Libelloides jungei is een insect uit de familie van de vlinderhaften (Ascalaphidae), die tot de orde netvleugeligen (Neuroptera) behoort. 
Libelloides jungei is voor het eerst wetenschappelijk beschreven door Aistleitner in 1982.